# Gortacarnaun Wood SAC
Gortacarnaun Wood SAC este o arie protejată (arie specială de conservare — SAC, sit de importanță comunitară — SCI) din Irlanda întinsă pe o suprafață de 111,49 ha, integral pe uscat.

## Localizare
Centrul sitului Gortacarnaun Wood SAC este situat la coordonatele 53°01′32″N 8°44′09″W / 53.025496°N 8.73586°V.

## Înființare
Situl Gortacarnaun Wood SAC a fost declarat sit de importanță comunitară în septembrie 1999 pentru a proteja un număr necunoscut de specii din flora spontană și fauna sălbatică aflate în arealul zonei. Situl a fost protejat și ca arie specială de conservare în mai 2016.

## Biodiversitate
Situată în ecoregiunea atlantică, aria protejată conține 1 habitat natural: Păduri de stejar sesil bătrân cu Ilex și Blechnum în Insulele Britanice.
La baza desemnării sitului se află un număr nedeclarat de specii protejate.